# Hrachovy Hory

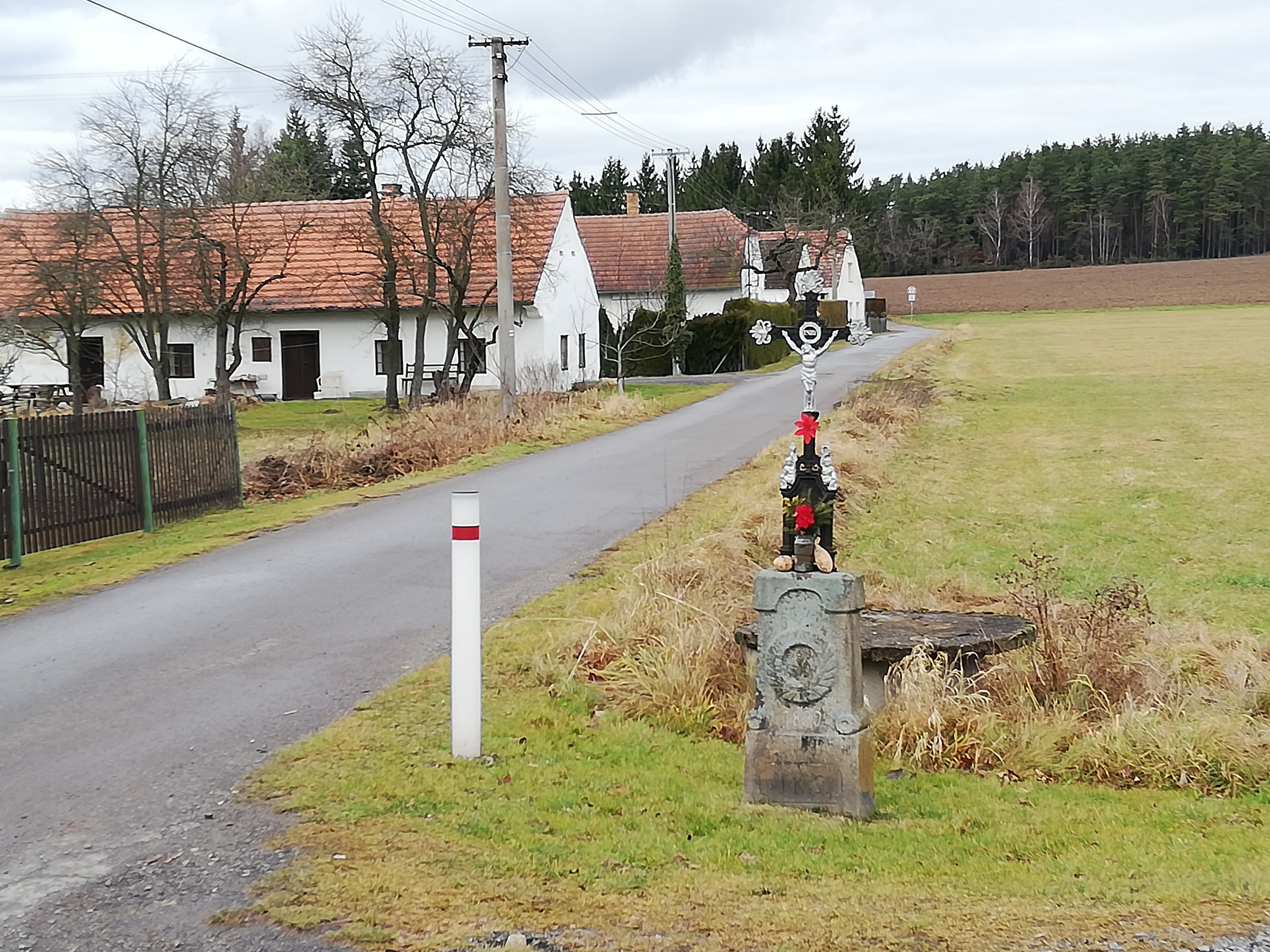
Hrachovy Hory

Hrachovy Hory jsou základní sídelní jednotkou obce Svatý Jan nad Malší v okrese České Budějovice v Jihočeském kraji a součást katastrálního území Sedlce. Nachází se u vodní nádrže Římov v nadmořské výšce 530 metrů. Asi jeden kilometr jihozápadně od vesnice se nachází zřícenina hradu Velešín. Podle sčítání lidu zde k roku 2011 žilo 12 obyvatel.